# Bathory (album)
 Bathory  is het debuutalbum van de Zweedse band Bathory. Opgenomen juni 1984 in enkele dagen door zanger/gitarist Quorthon en drummer Stefan Larsson met behulp van bassist Rickard Bergman. Het debuut liet een voornamelijk op Motorhead en GBH gebaseerde snelle vorm van rock/metal horen met krijsende zang waarbij de sfeer deed denken aan de krochten van de hel en bloederige rituelen. Naast alle muziek kwam het hele concept rond Bathory inclusief het hoesontwerp, bandlogo e.d. allemaal uit de hoge hoed van één man: Quorthon.
Ondanks het gegeven dat het debuutalbum muzikale (en tekstuele) gelijkenissen vertoonde met de eerste twee albums van Venom, is Quorthon altijd blijven volhouden die Britse band pas voor het eerste gehoord te hebben nàdat het Bathory debuut het levenlicht had gezien.

## Nummers
1. "Storm of Damnation (Intro)" – 3:06
2. "Hades" – 2:45
3. "Reaper" – 2:44
4. "Necromansy" – 3:40
5. "Sacrifice" – 3:16
6. "In Conspiracy with Satan" – 2:29
7. "Armageddon" – 2:31
8. "Raise the Dead" – 3:41
9. "War" – 2:15
10. "Outro" – 0:22

## Line-Up
- Quorthon - Gitaar, zang
- Stefan Larsson – drums
- Rickard "Ribban" Bergman - basgitaar